# Stado Umtata
Stado Umtata – polski kabaret pochodzący z Warszawy, założony w roku 2003. 

## Skład
Aktorzy:
- Agata Biłas
- Krzysztof Kulpiński

Dawniej w Stadzie występował także:
- Krzysztof Kołaczkowski

## Nagrody i Wyróżnienia
2010
- I miejsce – Lidzbarskie Wieczory Humoru i Satyry

2009
- Nagroda publiczności i Nagroda Główna: Król Łgarzy - XXVI Ogólnopolski Turniej Małych Form Satyrycznych, Bogatynia

2008
- Grand Prix - Zimowa Akcja Kabaretowa

2007
- I nagroda – Lidzbarskie Wieczory Humoru i Satyry
- Małe Korytko - nagroda główna Małego Ryjka[1]
- III miejsce – XIII Mazurskie Lato Kabaretowe Mulatka
- III miejsce – VIII Festiwal Dobrego Humoru
- Nagroda Główna: Król Łgarzy - XXIV Ogólnopolski Turniej Małych Form Satyrycznych, Bogatynia
- Grand Prix - Festiwalu Humoru i Satyry ART ATTACK 4, Kędzierzyn-Koźle
- Nagroda Publiczności i Nagroda Główna - OFTS Studencka Wiosna 2007 w Poznaniu
- Nagroda główna - I Szczeciński Przegląd Amatorskich Kabaretów SZPAK w Szczecinie

2006
- II miejsce, Nagroda prezydenta Piotrkowa Trybunalskiego oraz Nagroda za wpis do Konstytucji Kabaretowej - Trybunały Kabaretowe
- I miejsce – II Ogólnopolski Festiwal Skeczu i Małych Form Teatralnych, Warszawa